# Alfred Bachmann
Alfred "Fredy" Bachmann (født 31. marts 1945) er en schweizisk tidligere roer.
Bachmann vandt sølv i toer uden styrmand ved OL 1972 i München. Hans makker i båden var Heinrich Fischer. Schweizerne blev i finalen besejret af østtyskerne Siegfried Brietzke og Wolfgang Mager, mens Roel Luynenburg og Ruud Stokvis fra Holland tog bronzemedaljerne. Det var det eneste OL han deltog i.

## OL-medaljer
- 1972:  Sølv i toer uden styrmand